# Feliniopsis duponti
Feliniopsis duponti är en fjärilsart som beskrevs av François Louis Nompar de Caumont de Laporte 1974. Feliniopsis duponti ingår i släktet Feliniopsis och familjen nattflyn. Inga underarter finns listade i Catalogue of Life.